# Усть-Бороуйск
Усть-Бороуйск — посёлок в Кытмановском районе Алтайского края. Входит в состав Сунгайского сельсовета.

## История
Основан в 1776 году. В 1926 году деревня Усть-Бороуйская состояла из 193 хозяйств. В национальном составе населения того периода преобладали русские. В административном отношении являлась центром Усть-Бороуйского сельсовета Верх-Чумышского района Барнаульского округа Сибирского края.

## Население
| 1926 | 1997 | 1998 | 1999 | 2000 | 2001 | 2002 | 2003 | 2004 | 2005 |
| ---- | ---- | ---- | ---- | ---- | ---- | ---- | ---- | ---- | ---- |
| 1058 | ↘105 | ↗108 | ↘107 | ↗111 | ↘109 | ↘105 | ↘97  | ↘96  | ↘91  |
| 2006 | 2007 | 2008 | 2009 | 2010 | 2011 | 2012 | 2013 |      |      |
| ↘86  | ↘85  | ↘76  | →76  | ↘70  | ↘69  | →69  | ↘63  |      |      |

Национальный состав
Согласно результатам переписи 2002 года, в национальной структуре населения русские составляли 100 %.